# Incestophantes annulatus
Incestophantes annulatus là một loài nhện trong họ Linyphiidae.
Loài này thuộc chi Incestophantes. Incestophantes annulatus được Wladislaus Kulczynski miêu tả năm 1882.